# Igreja Matriz de Salir
A Igreja Matriz de Salir, igualmente denominada de Igreja de São Sebastião, é um monumento religioso na aldeia de Salir, no Município de Loulé, na região do Algarve, em Portugal.

## Descrição e história
Esta igreja situa-se num alto de uma colina sobranceira à povoação de Salir. No seu interior, destacam-se os elementos decorativos, no estilo barroco, com talha dourada nos altares laterais e no altar-mor. É de especial interesse o Altar das Almas do Purgatório, por ter sido um dos poucos elementos sobreviventes da igreja original, em conjunto com os contrafortes no exterior do edifício. Realça-se igualmente a estátua do santo padroeiro, em madeira, fabricada no século XVII.
Os registos mais antigos sobre a presença de uma igreja neste local são da época medieval, e referem que fazia parte da Paróquia de São Clemente de Salir. A igreja é referida nas Visitações da Ordem de Santiago de 1517 e 1518, que a descrevem como tendo a parede das costas do altar «toda pintada de imagens antigas, entre as quais está a imagem de Santiago a cavalo». Em 1550, um pedido de privilégios que tinha sido feito pela Confraria do Santíssimo sacramento de Salir é aprovado pelo cardeal João, que representava o Papa Paulo III em Roma. Quatro anos depois, foi feita uma nova visitação por parte da Ordem de Santiago, onde surge uma descrição do antigo retábulo na capela-mor: «... de seis painéis, as molduras, pilares estremos lavrados de marcenaria, dourados e bronidos [...] o guarda-pó pintado de azul com umas estrelas de ouro, tem um frontispício com umas medalhas». Em meados desse século, a igreja recebeu obras de ampliação no âmbito da promoção de Salir a sede da freguesia, tendo sido construído um alpendre nas fachadas principal e Sul, suportado por colunas, e que servia para receber um número mais elevado de fiéis.
O edifício foi quase totalmente destruído no Sismo de 1755, tendo o principal elemento sobrevivente sido o altar das Almas do Purgatório. Foi reconstruída ainda em meados da centúria, mas com uma configuração diferente. Em 1856, a igreja foi novamente danificada por um terramoto, tendo sido alvo de obras de reconstrução na segunda metade desse século, sendo igualmente deste período o retábulo principal. Em 1969, o edifício voltou a ser atingido por um sismo, e em 1995 o forro em madeira do telhado foi destruído por  um incêndio.

## Leitura recomendada
- Vilas e Aldeias do Algarve Rural 2ª ed. Faro: Globalgarve/Alcance/In Loco/Vicentina. 2003. 171 páginas. ISBN 972-8152-27-2
- OLIVEIRA, Ataíde (1998). Monografia do Concelho de Loulé. Faro: Algarve em Foco Editora